# Cordale Flott
Cordale Flott (Saraland, 24 agosto 2001) è un giocatore di football americano statunitense che milita nel ruolo di cornerback per i New York Giants della National Football League (NFL).

## Carriera

### New York Giants
Al college Flott giocò a football a LSU vincendo il campionato NCAA nel 2019. Fu scelto nel corso del terzo giro (81º assoluto) nel Draft NFL 2022 dai New York Giants. Debuttò come professionista nella gara del primo turno contro i Tennessee Titans giocando negli special team. La sua stagione da rookie si chiuse con 26 tackle e un fumble forzato in 11 presenze, 6 delle quali come titolare.